# 华闾市
华闾市（越南语：／）是越南宁平省省莅，旅游资源丰富。境内的华闾古都为丁朝和前黎朝的首都。

## 地理
华闾市西接嘉远县和儒关县，南接三叠市，东南接安谟县，东接安庆县，北接南定省懿安县。

## 历史
1975年12月27日，宁平省和南河省合并为河南宁省，宁平市社随之划归河南宁省管辖。
1977年4月27日，嘉庆县和宁平市社合并为华闾县，县莅宁平市镇。
1981年4月9日，华闾县以宁平市镇重新析置宁平市社；宁平市社下辖云江坊、梁文绥坊、丁先皇坊、光中坊4坊。
1982年12月14日，宁山社碧桃村部分区域划归宁平市社丁先皇坊管辖。
1982年12月17日，华闾县宁城社划归宁平市社管辖；宁平市社下辖丁先皇坊、光中坊、梁文绥坊、云江坊、宁城社4坊1社。
1991年12月26日，河南宁省重新分设为南河省和宁平省，宁平市社划归宁平省管辖并成为宁平省莅。
1996年11月2日，华闾县宁庆社、宁进社、宁丰社、宁山社和宁福社5社部分区域划归宁平市社管辖；宁城社、梁文绥坊和宁庆社部分区域析置新城坊，宁城社、云江坊和宁庆社部分区域析置东城坊，宁城社、光中坊、宁进社部分区域和梁文绥坊析置南城坊，宁城社剩余区域和梁文绥坊剩余区域合并为福城坊，宁丰社部分区域和光中坊剩余区域合并为南平坊，丁先皇坊和宁山社部分区域、宁福社部分区域析置碧桃坊，丁先皇坊更名为清平坊。
2004年1月9日，华闾县宁庆社、宁一社、宁进社、宁丰社、宁山社、宁福社6社划归宁平市社管辖。
2005年4月28日，清平坊部分区域划归南平坊管辖，宁山社部分区域划归南平坊管辖，宁丰社部分区域划归南平坊管辖，碧桃坊部分区域划归宁山社管辖，南平坊部分区域划归宁丰社管辖；宁庆社改制为宁庆坊，宁丰社改制为宁丰坊。
2005年12月2日，宁平市社被评定为三级城市。
2007年2月7日，宁平市社改制为宁平市。
2007年12月3日，宁山社改制为宁山坊。
2014年5月20日，宁平市被评定为二级城市。
2024年12月5日，宁平市和华闾县合并后拟设的华闾市被评定为一级城市。10日，越南国会常务委员会通过决议，自2025年1月1日起，宁平市和华闾县合并为华闾市；宁江社改制为宁江坊，宁福社改制为宁福坊，福城坊和清平坊并入云江坊，天尊市镇和宁美社合并为宁美坊，宁春社并入宁一社，宁胜社并入宁海社。

## 行政区划
华闾市下辖12坊8社，市人民委员会位于云江坊。
- 碧桃坊（Phường Bích Đào）
- 东城坊（Phường Đông Thành）
- 南平坊（Phường Nam Bình）
- 南城坊（Phường Nam Thành）
- 宁江坊（Phường Ninh Giang）
- 宁庆坊（Phường Ninh Khánh）
- 宁美坊（Phường Ninh Mỹ）
- 宁丰坊（Phường Ninh Phong）
- 宁福坊（Phường Ninh Phúc）
- 宁山坊（Phường Ninh Sơn）
- 新城坊（Phường Tân Thành）
- 云江坊（Phường Vân Giang）
- 宁安社（Xã Ninh An）
- 宁和社（Xã Ninh Hòa）
- 宁海社（Xã Ninh Hải）
- 宁康社（Xã Ninh Khang）
- 宁一社（Xã Ninh Nhất）
- 宁进社（Xã Ninh Tiến）
- 宁云社（Xã Ninh Vân）
- 长安社（Xã Trường Yên）

## 交通
- 越南鐵路
  - 南北線：寧平站